# Jonas von Wyl
Jonas von Wyl (* 8. August 1994) ist ein ehemaliger Schweizer Unihockeyspieler, welcher beim Nationalliga-A-Verein Ad Astra Sarnen unter Vertrag stand.

## Karriere
Von Wyl debütierte, nachdem er die Nachwuchsabteilung von Ad Astra Sarnen durchlief, während der Saison 2012/13 für die erste Mannschaft der Obwaldner. In seiner ersten Saison mit Ad Astra Sarnen stieg er in die Nationalliga B auf. 2019 gelang ihm ebenso der Aufstieg in die höchste Schweizer Spielklasse.
2021 beendete der Kägiswiler seine Karriere.